# Капозелви (Арецо)
Капозелви је насеље у Италији у округу Арецо, региону Тоскана.
Према процени из 2011. у насељу је живело 38 становника. Насеље се налази на надморској висини од 231 м.